# UCI World Ranking de 2009
O UCI World Ranking de 2009 foi a primeira edição da competição ciclista chamada UCI World Ranking depois do acordo entre a União Ciclista Internacional e os organizadores das Grandes Voltas.
Depois deste acordo o circuito UCI Pro Tour entrou nesta competição mundial junto às outras carreiras de máximo nível denominadas, nesta competição, Históricas; formando assim um calendário global chamado UCI World Calendar com uma classificação global chamada UCI World Ranking.
Ademais, as equipas pertencentes à categoria Profissional Continental (segunda categoria) com opção a poder disputar alguma destas carreiras tiveram opção de pontuar nesta máxima classificação mundial do UCI World Ranking.

## Equipas participantes (36)

### Equipas UCI Pro Team (18)
Ver também Equipas UCI Pro Team 2009
Estas equipas tinham a obrigação de correr nas 14 carreiras UCI Pro Tour e tinham preferência para obter convite nas carreiras Históricas. Apesar dessa preferência em carreiras Históricas a Fuji-Servetto foi a única equipa que não foi convidado por algumas delas (as organizadas por ASO) e em outras (organizadas por RCS Sport) teve impedimentos apesar de finalmente se lhes convidar ao recorrer a equipa ao TAS, por causa de motivos de dopagem da sua equipa antecessora Saunier Duval; outras equipas que também não participaram em algumas dessas carreiras por própria decisão apesar de que a priori se estavam convidados foram a Euskaltel-Euskadi, a Française des Jeux e a Cofidis no Giro d'Italia e a Katusha na Volta a Espanha.

### Equipas Profissionais Continentais (21)
Estas equipas pertenceram à segunda divisão do ciclismo profissional, mas a maioria tiveram acesso para correr as carreiras de máximo nível, isto é, as carreiras do UCI World Calendar; podendo pontuar ademais nesta máxima classificação mundial do UCI World Ranking.
Nesta temporada depois de recusar as solicitações por não cumprir os requisitos da H2O e Rock Racing e aprovar as solicitações duvidosas da Contentpolis-AMPO, Amica Chips-Knauf e LPR Brakes foram estes as equipas seleccionadas neste grupo:

#### Com “Wild Card” (13)
Estas equipas, todos eles integrados no programa do passaporte biológico da UCI, receberam uma autorização por parte da UCI para poder participar nas carreiras UCI Pro Tour pelo que tiveram acesso para poder ser convidados nas 24 carreiras do UCI World Calendar 2009.
| Código UCI | Equipa                                          | N.º de carreiras do UCI World Calendar nas que participaram |
| ---------- | ----------------------------------------------- | ----------------------------------------------------------- |
| ACA        | Andaluzia-CajaSur                               | 2 (1 Pro Tour + 1 Histórica)                                |
| BAR        | Barloworld                                      | 3 (3 Históricas)                                            |
| BMC        | BMC Racing Team                                 | 3 (2 Pro Tour + 1 Histórica)                                |
| CTT        | Cervélo Test Team                               | 19 (9 Pro Tour + as 10 Históricas)                          |
| FLM        | Ceramica Flaminia-Bossini Docce                 | 2 (2 Históricas)                                            |
| MCO        | Contentpolis-AMPO                               | 4 (3 Pro Tour + 1 Histórica)                                |
| ISD        | ISD-Neri                                        | 4 (1 Pro Tour + 3 Históricas)                               |
| LAN        | Landbouwkrediet–Colnago                         | 5 (2 Pro Tour + 3 Históricas)                               |
| SDA        | Serramenti PVC Diquigiovanni-Androni Giocattoli | 8 (2 Pro Tour + 6 Históricas)                               |
| SKS        | Skil-Shimano                                    | 10 (5 Pro Tour + 5 Históricas)                              |
| TSV        | Topsport Vlaanderen-Mercator                    | 8 (4 Pro Tour + 4 Históricas)                               |
| VAC        | Vacansoleil Pro Cycling Team                    | 10 (5 Pro Tour + 5 Históricas)                              |
| VBG        | Vorarlberg-Corratec                             | 3 (3 Pro Tour)                                              |

#### Sem “Wild Card” (8) / Sem “Wild Card” mas com passaporte biológico (5)
Estas oito equipas, alguns dos quais estavam integrados no programa do passaporte biológico da UCI, não receberam a autorização por parte da UCI para poder participar nas carreiras Pro Tour. Os motivos esgrimidos para algumas das equipas recusadas foram atrasos nas datas dos pagamentos pelo que só tiveram acesso a participar nas carreiras denominadas Históricas, desde que pagassem a quota do passaporte biológico. As três equipas que não se aderiram ao mencionado passaporte biológico lhes negaram a opção de poder correr qualquer carreira do máximo nível com o que finalmente foram cinco as equipas que ficaram neste grupo.
| Código UCI | Equipa                       | N.º de carreiras do UCI World Calendar em participaram-nas (só Históricas) |
| ---------- | ---------------------------- | -------------------------------------------------------------------------- |
| ALÇA       | Acqua & Sapone-Caffè Mokambo | 5                                                                          |
| AGR        | Agritubel                    | 5                                                                          |
| AMI        | Amica Chips-Knauf            | 0 (sem autorização por não ter passaporte biológico)                       |
| CSF        | CSF Group-Navigare           | 0 (não convidado a nenhuma carreira por seus problemas com a dopagem)      |
| ELK        | ELK Haus                     | 0 (sem autorização por não ter passaporte biológico)                       |
| LPR        | LPR Brakes-Farnese Vini      | 0 (não convidado a nenhuma carreira por seus problemas com a dopagem)      |
| PSK        | PSK Whirlpool-Author         | 0 (sem autorização por não ter passaporte biológico)                       |
| XGZ        | Xacobeo Galiza               | 2                                                                          |

1. ↑  A Amica Chips-Knauf foi suspenso indefinidamente por parte da UCI a 29 de maio por problemas económicos.

}

## Carreiras UCI World Calendar (24)

### Carreiras Pro Tour (14)
Veja-se: Carreiras UCI Pro Tour 2009

### Carreiras Históricas (10)
| Data                        | Carreira             | Vencedor           | Equipa do vencedor                              |
| --------------------------- | -------------------- | ------------------ | ----------------------------------------------- |
| 8-15 de março               | Paris-Nice           | Luis León Sánchez  | Caisse d'Epargne                                |
| 11-17 de março              | Tirreno-Adriático    | Michele Scarponi   | Serramenti PVC Diquigiovanni-Androni Giocattoli |
| 21 de março                 | Milão-Sanremo        | Mark Cavendish     | Columbia-HTC                                    |
| 12 de abril                 | Paris-Roubaix        | Tom Boonen         | Quick Step                                      |
| 22 de abril                 | Flecha Valona        | Davide Rebellin    | Serramenti PVC Diquigiovanni-Androni Giocattoli |
| 26 de abril                 | Liège-Bastogne-Liège | Andy Schleck       | Saxo Bank                                       |
| 9-31 de maio                | Giro d'Italia        | Denis Menchov      | Rabobank                                        |
| 4-26 de julho               | Tour de France       | Alberto Contador   | Astana                                          |
| 29 de agosto-20 de setembro | Volta a Espanha      | Alejandro Valverde | Caisse d'Epargne                                |
| 17 de outubro               | Giro de Lombardia    | Philippe Gilbert   | Silence-Lotto                                   |

## Classificações finais
Estas foram as classificações finais, depois da finalização do Giro de Lombardia, última carreira pontuável:

### Classificação individual
| Posição | Ciclista           | Equipa            | Pontos |
| ------- | ------------------ | ----------------- | ------ |
| 1       | Alberto Contador   | Astana            | 527    |
| 2       | Alejandro Valverde | Caisse d'Epargne  | 483    |
| 3       | Samuel Sánchez     | Euskaltel-Euskadi | 357    |
| 4       | Andy Schleck       | Saxo Bank         | 334    |
| 5       | Cadel Evans        | Silence Lotto     | 333    |

- Total de corredores com pontuação: 267
- Desmembre de pontos por corredor: Detalhe de pontos ganhados

### Classificação por equipas
| Posição | Equipa           | Pontos |
| ------- | ---------------- | ------ |
| 1       | Astana           | 1.100  |
| 2       | Caisse d'Epargne | 1.048  |
| 3       | Columbia-HTC     | 957    |
| 4       | Saxo Bank        | 946    |
| 5       | Liquigas         | 923    |

- Total de equipas com pontuação: 34 (os 18 UCI Pro Team e 16 Profissionais Continentais)
- Melhor equipa de categoria Profissional Continental: Cervélo Test Team (7º com 804 pontos)

### Classificação por países
| Posição | País      | Pontos |
| ------- | --------- | ------ |
| 1       | Espanha   | 1.756  |
| 2       | Itália    | 984    |
| 3       | Austrália | 960    |
| 4       | Alemanha  | 753    |
| 5       | Bélgica   | 675    |

- Total de países com pontuação: 34

## Progresso das classificações
| Carreira (Vencedor)                               | Classificação individual | Classificação por equipas | Classificação por países |
| ------------------------------------------------- | ------------------------ | ------------------------- | ------------------------ |
| Tour Down Under (Allan Davis)                     | Allan Davis              | Quick Step                | Austrália                |
| Paris-Nice (Luis León Sánchez)                    | Espanha                  | Quick Step                |                          |
| Tirreno-Adriático (Michele Scarponi)              | Espanha                  | Quick Step                |                          |
| Milão-Sanremo (Mark Cavendish)                    | Austrália                | Quick Step                |                          |
| Volta à Flandres (Stijn Devolder)                 | Austrália                | Quick Step                |                          |
| Gante-Wevelgem (Edvald Boasson Hagen)             | Austrália                | Quick Step                |                          |
| Volta ao País Basco (Alberto Contador)            | Alberto Contador         | Quick Step                | Espanha                  |
| Paris-Roubaix (Tom Boonen)                        | Heinrich Haussler        | Quick Step                | Espanha                  |
| Amstel Gold Race (Serguéi Ivanov)                 | Heinrich Haussler        | Quick Step                | Espanha                  |
| Flecha Valona (Davide Rebellin)                   | Heinrich Haussler        | Quick Step                | Espanha                  |
| Liège-Bastogne-Liège (Andy Schleck)               | Heinrich Haussler        | Quick Step                | Espanha                  |
| Volta à Romandia (Roman Kreuziger)                | Heinrich Haussler        | Quick Step                | Espanha                  |
| Volta à Catalunha (Alejandro Valverde)            | Heinrich Haussler        | Caisse d'Epargne          | Espanha                  |
| Giro d'Italia (Denis Menchov)                     | Denis Menchov            | Cervélo                   | Itália                   |
| Critérium du Dauphiné Libéré (Alejandro Valverde) | Alejandro Valverde       | Caisse d'Epargne          | Espanha                  |
| Volta a Suíça (Fabian Cancellara)                 | Alejandro Valverde       | Caisse d'Epargne          | Espanha                  |
| Tour de France (Alberto Contador)                 | Alberto Contador         | Astana                    | Espanha                  |
| Clássica de São Sebastião (Carlos Barredo)        | Alberto Contador         | Astana                    | Espanha                  |
| Volta à Polónia (Alessandro Ballan)               | Alberto Contador         | Astana                    | Espanha                  |
| Vattenfall Cyclassics (Tyler Farrar)              | Alberto Contador         | Astana                    | Espanha                  |
| Grande Prêmio de Plouay (Simon Gerrans)           | Alberto Contador         | Astana                    | Espanha                  |
| Eneco Tour (Edvald Boasson Hagen)                 | Alberto Contador         | Astana                    | Espanha                  |
| Volta a Espanha (Alejandro Valverde)              | Alberto Contador         | Astana                    | Espanha                  |
| Giro de Lombardia (Philippe Gilbert)              | Alberto Contador         | Astana                    | Espanha                  |
| Final                                             | Alberto Contador         | Astana                    | Espanha                  |